# Galja Ganskaja

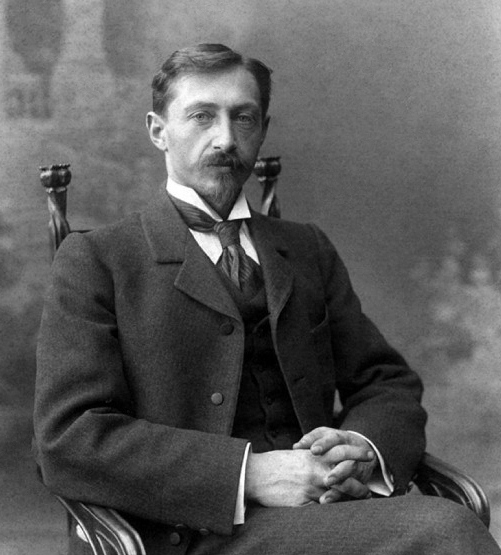
Iwan Bunin im Jahr 1901 auf einem Foto von Maxim Dmitrijew

Galja Ganskaja (russisch Галя Ганская) ist eine Kurzgeschichte des russischen Nobelpreisträgers für Literatur Iwan Bunin, die am 28. Oktober 1940 vollendet wurde und 1946 im Bd. 13 der New Yorker Ausgabe der russischen Zeitschrift Nowy schurnal erschien. Ein junges Mädchen nimmt sich das Leben, als der Geliebte sie verlässt.
Der Ich-Erzähler, ein junger russischer Maler, pendelt in Jahresabständen zwischen Paris und Odessa. Die halbwüchsige Galja lebt bei ihrem Vater, dem Maler Ganski, in einem Haus am Odessaer Strand Otrada. Dort lernt sie der Ich-Erzähler als 13-Jährige kennen. Galjas Mutter hat den Vater längst verlassen. Als der Erzähler zwei Jahre darauf aus Paris nach Odessa zurückkehrt, ist aus dem kleinen Mädchen ein schlankes Fräulein geworden. Galja folgt der Einladung in das Atelier des jungen Malers. Er zieht sie auf seinen Schoß, streift ihr das Kleid am Rocksaum hoch, löst einen der Strumpfhalter und küsst ihr den Schenkel und „das halbgeöffnete Mündchen“. Nach einem neuerlichen Jahr Abwesenheit des Erzählers ist aus dem Fräulein „eine kleine junge Frau“ geworden. Der abermals in Odessa angereiste Erzähler wiederholt seine Verstöße heftiger, geht jedoch nicht den letzten Schritt, obwohl er vermutet, Galja wäre ihn vielleicht mitgegangen. Nach einem halben Jahr kommt es zum nächsten Aufeinandertreffen. Galja findet einen Vorwand; will sich die Arbeiten im Atelier des jungen Malers ansehen. Seiner mit Wucht vorgetragenen Offensive setzt die unverhoffte Besucherin keinen größeren Widerstand entgegen. Im Gegenteil, Galja hilft dem ohnehin zielbewussten Manne auch noch hastig, als er sie auszieht. Der Gewalt, die er Galja darauf auf dem breiten Liegesofa ungestüm antut, kommt sie augenscheinlich billigend entgegen. Vierzehn Tage später verbietet sie dem extrem Reiselustigen die Abreise. Als er sich durchsetzt, vergiftet sich Galja. Der junge Maler kommt über den Tod der Geliebten kaum hinweg und verliert fast den Verstand – aber nur fast.

## Deutschsprachige Ausgaben
Verwendete Ausgabe
- Galja Ganskaja. Deutsch von Erich Ahrndt. S. 409–418 in: Karlheinz Kasper (Hrsg.): Iwan Bunin: Dunkle Alleen. Erzählungen 1920–1953. 580 Seiten. Aufbau-Verlag, Berlin 1985